# クサスゲ
クサスゲ（Carex rugata Ohwi）は、小型のスゲ属植物。アオスゲなどに似ているが、果実の中央がくびれているという特徴がある。和名は草菅の意で、全体が柔らかいことによる。

## 特徴
小型の多年生草本。小さな株を作り、匍匐枝を出すが長くは伸ばさない。そのため小さく広がった集団を作る。草丈は10-40cm。葉は幅2-4mm、長さは花茎とほぼ同じくらいあって、柔らかい。
夏季は-6月。花茎は斜めに立って、先端の部分に間隔を開けて小穂をつける。頂小穂は雄性、線形で短い柄があり、0.5-0.8cm。側小穂は2-3個あって雌性、短い柄があって短円柱形、緑色。花茎の苞は短い鞘と葉身がある。
雄花鱗片は淡褐色で短い芒がある。雌花鱗片は果胞よりやや短く、短い芒があって淡褐色。果胞は長さ2.5-3mm、幅0.7-0.9mm。平滑で卵形だがほぼ中央で周囲から絞ったような形で1周するくぼみがある。断面はほぼ三角。先端は急に狭まって短い嘴があり、口はくぼむか２小歯がある。果実は果胞に密に包まれ、長さ2-2.5mm、楕円形で、やはり中央にくぼみがある。先端には柱頭の基部に小さな盤状の付属物があり、柱頭は3つに裂ける。
なお、この種には押し葉標本など、乾燥させると全体が黒くなるという特徴がある。ただし、乾燥する時の条件によってそうならない場合もある。

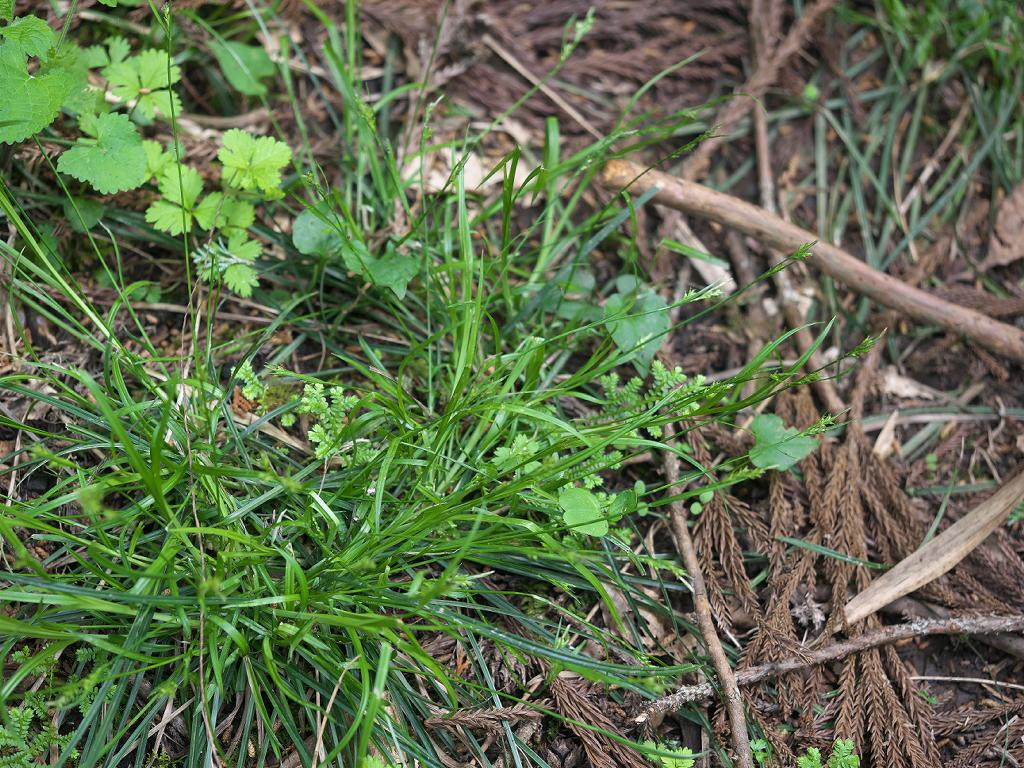
株の姿 根元がやや広がって生える
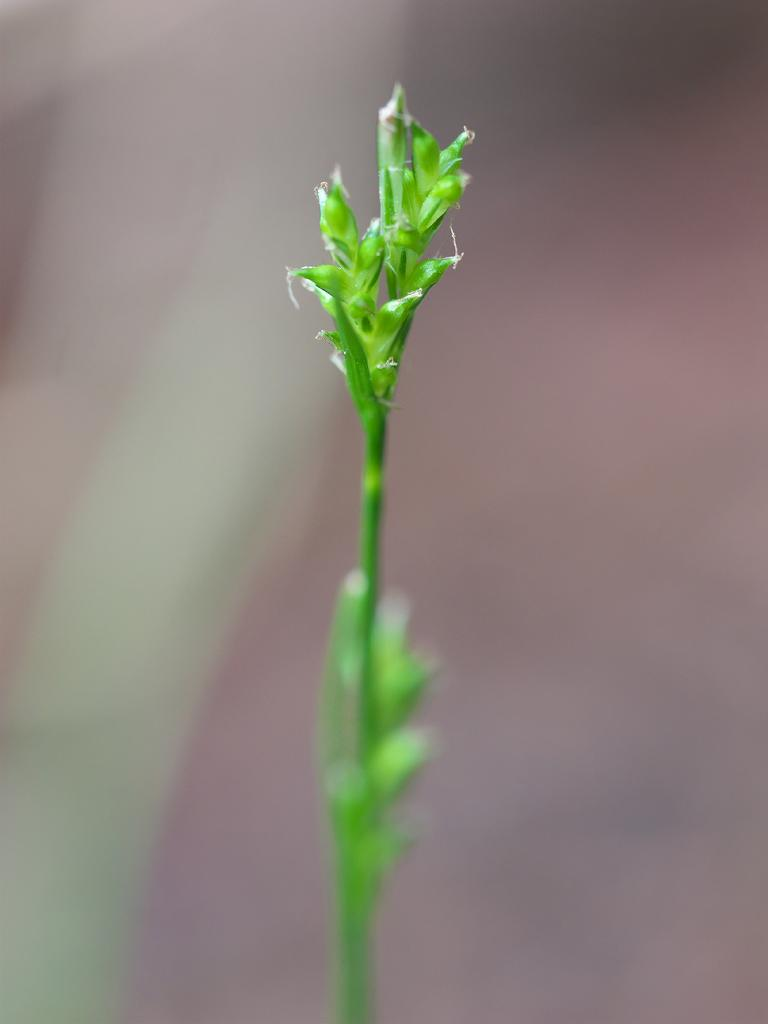
花序の様子

## 分布と生育環境
北海道、本州、四国、九州に分布し、国外では中国から知られる。日本では全国に広く見られ、山道沿いや森林下のやや湿った所に生育する。ただし北海道には少ない。

## 類似種など
外見的にはアオスゲ類によく似ている。匍匐枝があるのが一つの違いだが、アオスゲ類にも匍匐枝を持つものがある。乾燥すると黒くなる点も異なるが、必ずしも信頼性はない。雄小穂の形や果胞の特徴などを見れば区別できる。特に果胞と果実の中央がくびれる点はよい区別点になる。